# Ozero Opsa
Ozero Opsa (ryska: Озеро Опса) är en sjö i Belarus.   Den ligger i voblasten Vitsebsks voblast, i den norra delen av landet, 190 km norr om huvudstaden Minsk. Ozero Opsa ligger 154 meter över havet. Arean är 0,33 kvadratkilometer.  Den sträcker sig 1,3 kilometer i nord-sydlig riktning, och 0,5 kilometer i öst-västlig riktning.
Omgivningarna runt Ozero Opsa är en mosaik av jordbruksmark och naturlig växtlighet. Runt Ozero Opsa är det glesbefolkat, med 16 invånare per kvadratkilometer.